# Đặc xá
Đặc xá, hay đặc xá tha tù, là việc giảm hay miễn thời gian đáng ra phải thi hành án phạt tù cho một đối tượng nào đó là bị cáo hay là phạm nhân.

## Đặc xá tại Việt Nam
Đặc xá là một chế định pháp lý ghi trong Hiến pháp của nước Cộng hòa xã hội chủ nghĩa Việt Nam, thể hiện chính sách khoan hồng của Đảng Cộng sản Việt Nam, Nhà nước và truyền thống nhân đạo của dân tộc Việt Nam đối với những người phạm tội, khuyến khích họ hối cải, rèn luyện trở thành người có ích cho xã hội.
Đó là sự ghi nhận kết quả cải tạo, chấp hành tốt các nội quy, quy chế của phạm nhân và cũng là kết quả của quá trình cải tạo giáo dục phạm nhân, thể hiện sự kết hợp chặt chẽ giữa trại giam, gia đình, các cơ quan có liên quan và xã hội.
Theo quy định tại Điều 103 của Hiến pháp Việt Nam năm 1992 Chủ tịch nước là người được trao quyền quyết định đặc xá. Và để giúp việc cho Chủ tịch nước trong vấn đề này có Hội đồng Tư vấn Đặc xá Trung ương. Hội đồng này do Phó thủ tướng thường trực làm Chủ tịch và các thành viên là lãnh đạo của Tòa án Nhân dân Tối cao, Viện Kiểm sát Nhân dân Tối cao, Văn phòng Chủ tịch nước, Văn phòng Chính phủ, Bộ Công an, Bộ Quốc phòng, Bộ Ngoại giao, Bộ Tư pháp, Văn phòng Trung ương đảng, Ủy ban Trung ương Mặt trận Tổ quốc Việt Nam... trong đó Bộ Công an là Cơ quan Thường trực của Hội đồng.

### Điều kiện
Để được đặc xá, những người thuộc diện đối tượng, phổ biến là các phạm nhân phải có những điều kiện nhất định mới được hưởng chính sách này. Như điều kiện về thời gian tối thiểu đã thi hành hình phạt tù giam, quá trình lao động cải tạo trong trại giam như thế nào, đặc điểm nhân thân...
Khi đã có đủ những điều kiện thỏa mãn theo quy định, hồ sơ của họ sẽ được một hội đồng xét duyệt. Việc xét duyệt sẽ tiến hành công khai để đi đến quyết định cuối cùng rằng người đó có đáng được hưởng đặc xá hay không.

### Số liệu
- Năm 2000:
- Nam 2001:
- Năm 2002:
- Năm 2003:
- Năm 2004:
- Năm 2005:

Đợt ngày 30 tháng 4 là 7.751 phạm nhân.
Đặc xá đợt ngày 2 tháng 9 là 10.428 phạm nhân.
Đợt nhân dịp Tết Ất Dậu là 8.428 phạm nhân.